# Lussy-sur-Morges
Lussy-sur-Morges je obec na jihozápadě Švýcarska, v okrese Morges v kantonu Vaud. Žije zde 686 obyvatel.

## Geografie
Lussy-sur-Morges leží v nadmořské výšce 458 m, vzdušnou čarou 3,5 km západně od okresního města Morges. Obec se nachází na mírném jižním svahu ve střední části kantonu Vaud, v panoramatické poloze asi 80 metrů nad hladinou Ženevského jezera.
Území obce o rozloze 2,3 km² pokrývá část Vaudské náhorní plošiny severně od Ženevského jezera. Mírně se svažující úbočí Lussy ohraničuje na jihu malé údolí řeky Boiron de Morges, na západě její přítok Irence a na východě řeka Blacon (rovněž přítok Boiron). Na severu se nachází nejvyšší bod Lussy-sur-Morges na náhorní plošině Denens ve výšce 487 metrů nad mořem. V roce 1997 bylo 12 % rozlohy obce pokryto zastavěnou plochou, 13 % lesy a lesními porosty a 75 % zemědělstvím.
Lussy-sur-Morges zahrnuje také řadu samostatných zemědělských usedlostí. Sousedními obcemi jsou Saint-Prex, Villars-sous-Yens, Denens a Lully.

## Historie

Letecký pohled (1958)

Vesnice je poprvé zmíněna v listině z roku 1026 jako villa Luciaco. Později se objevily názvy Lusci (1177), Luxie (1228), Lussie (1230), Luxye (1279) a Lussiez (1453). Název místa se odvozuje od latinského osobního jména Lucius. Kolem roku 1000 bylo v Lussy-sur-Morges založeno převorství, které bylo až do reformace pod správou opatství Saint-Maurice.
Po dobytí Vaudu Bernem v roce 1536 přešla obec pod správu panství Morges. Po pádu Staré konfederace patřila obec v letech 1798–1803 v období helvétského soustátí ke kantonu Léman, který byl poté po vstupu v platnost Ústavy o zprostředkování sloučen s kantonem Vaud. V roce 1798 byla obec přiřazena k okresu Morges. Vesnici postihlo několik vážných požárů, poslední 26. září 1866.

## Obyvatelstvo
| Rok            | 1850 | 1900 | 1910 | 1930 | 1950 | 1960 | 1970 | 1980 | 1990 | 2000 |
| Počet obyvatel | 188  | 165  | 182  | 168  | 178  | 159  | 218  | 270  | 420  | 578  |

Z celkového počtu obyvatel je 87,7 % francouzsky mluvících, 4,5 % německy mluvících a 3,5 % anglicky mluvících (stav v roce 2000). V roce 1900 žilo v Lussy-sur-Morges celkem 165 obyvatel. Od roku 1960 (159 obyvatel) počet obyvatel rychle roste, během 40 let se téměř zčtyřnásobil.

## Hospodářství
Až do druhé poloviny 20. století byla obec Lussy-sur-Morges převážně zemědělskou obcí. I dnes hraje zemědělství a vinařství důležitou roli ve struktuře zaměstnanosti obyvatelstva. Další pracovní místa jsou k dispozici v místních malých podnicích a v sektoru služeb. V posledních desetiletích se obec díky své atraktivní poloze rozvinula v rezidenční obec. V důsledku toho mnoho pracujících dojíždí za prací především do Morges a Lausanne.

## Doprava
Obec má dobré dopravní spojení, i když se nachází mimo hlavní dopravní tahy na kantonální silnici z Lully do Villars-sous-Yens. Dálniční křižovatka Morges-Ouest na dálnici A1 (Ženeva–Lausanne), která byla otevřena v roce 1964, se nachází asi 2,5 km od obce. Lussy-sur-Morges je napojeno na síť veřejné dopravy prostřednictvím linky Postbusu, která jezdí z Morges do Lavigny.